# Olivier Ferrand

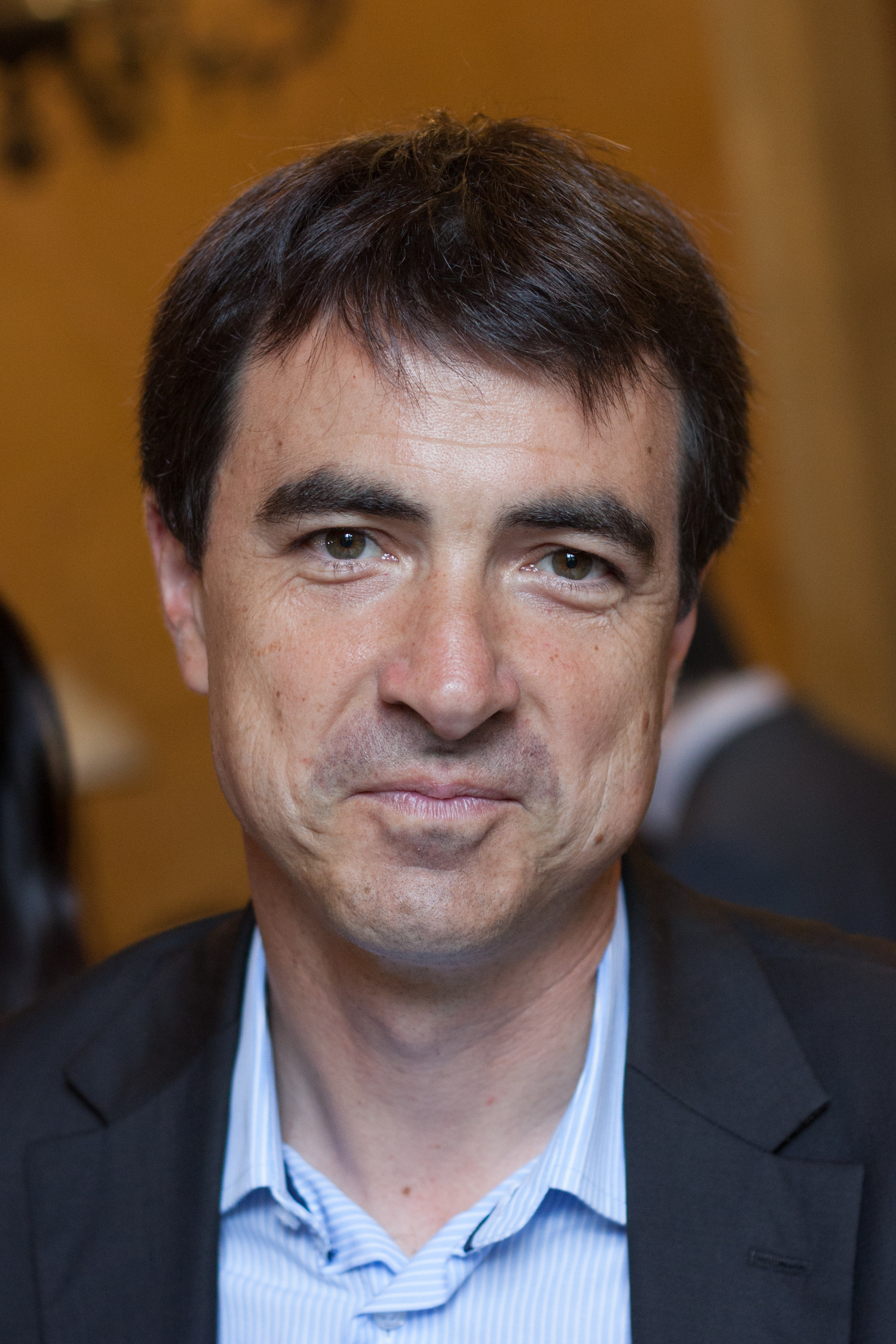
Olivier Ferrand (2012)

Olivier Ferrand (* 8. November 1969 in Marseille; † 30. Juni 2012 in Velaux) war ein französischer Politiker der Parti socialiste.
Bei den Parlamentswahlen 2012 wurde er im achten Wahlkreis des Departements Bouches-du-Rhône in die Nationalversammlung gewählt. Er trat das Mandat am 20. Juni an, starb jedoch nur zehn Tage später nach dem Joggen an einem Kreislaufstillstand. Das Mandat übernahm sein Stellvertreter Jean-Pierre Maggi.
Er ist Absolvent der HEC Paris, der Sciences Po und der ENA.